# Nashville (Michigan)
Nashville – wieś w Stanach Zjednoczonych, w stanie Michigan, w hrabstwie Barry.